# خطوات على الجليد (مسلسل)
خطوات على الجليد مسلسل كويتي، من إخراج محمد دحام الشمري، وتأليف حمد بدر.

## الممثلون
شارك في المسلسل عدد من الفنانين:
- جمال الردهان.
- عبد الإمام عبد الله.
- محمد العجيمي.
- سماح.
- فرح علي.
- محمد الرشيد.
- طيف.
- نادر الحساوي.
- منى شداد.
- باسم عبد الأمير.
- زهرة عرفات.
- ياسر العماري.
- عبير أحمد.
- إسماعيل الراشد.
- أمل عبد الكريم.
- ليلى السلمان.
- خالد العجيرب.
- وليد الضاعن.
- ناصر مهلهل.
- دخيل النبهان.
- أحمد إيراج.
- أحمد الشمري.
- محمد العنزي.
- مبارك العنزي.
- خالد الشمري.
- فاضل أسد.
- عيسى العلوي.
- محمد العلوي.
- شجون الهاجري.
- عبد الله الشامي.
- أحمد باسم.
- فهد باسم.